# Попис становништва 1961. у ФНРЈ
Попис становништва 1961. у ФНРЈ је обавио Савезне завод за статистику ФНРЈ 31. марта 1961. године. Пописница, образац је садржавао 21 питање за свако лице, Лист за домаћинство и Упитник за стан са упутством за попуњавање. Овај попис је обављен 8 година после претходног, и био је први који се обављао редовно на сваких десет година на почетку деценије.

## Занимљивост
За 12. питање које се односило на народност (национална припадност) упутство је гласило
Свако лице уписује које је народности на пример: Србин, Хрват, Словенац, Македонац, Црногорац, Муслиман (у смислу етничке припадности), Шиптар, Мађар, Турчин, Словак, Бугарин, Румун, Италијан, Чех, итд. Грађанин ФНРЈ које није ближе национално опредељен, уписује: Југословен-национално неопредељен.

## Резултати пописа за НР Србију
| Севернобачки округ       | 198.392   |
| Средњобанатски округ     | 229.812   |
| Севернобанатски округ    | 194.150   |
| Јужнобанатски округ      | 320.187   |
| Западнобачки округ       | 219.331   |
| Јужнобачки округ         | 432.873   |
| Сремски округ            | 260.226   |
| Војводина                | 1.854.971 |
| Београд-насеље           | 657.362   |
| Град Београд             | 942.190   |
| Мачвански округ          | 311.916   |
| Колубарски округ         | 202.630   |
| Подунавски округ         | 180.558   |
| Браничевски округ        | 263.344   |
| Шумадијски округ         | 241.047   |
| Поморавски округ         | 254.521   |
| Борски округ             | 160.096   |
| Зајечарски округ         | 178.623   |
| Златиборски округ        | 308.918   |
| Моравички округ          | 207.195   |
| Рашки округ              | 228.991   |
| Расински округ           | 251.575   |
| Нишавски округ           | 327.367   |
| Топлички округ           | 141.141   |
| Пиротски округ           | 145.789   |
| Јабланички округ         | 254.855   |
| Пчињски округ            | 222.520   |
| Централна Србија         | 4.823.276 |
| Косовски округ           | 293.523   |
| Пећки округ              | 206.440   |
| Призренски округ         | 168.973   |
| Косовскомитровачки округ | 159.819   |
| Косовскопоморавски округ | 135.329   |
| Косово и Метохија        | 964.084   |
| Србија                   | 7.642.331 |

## Напомена
1. ↑  Подаци за простор општине Малишево, укључени су у податке за Призренски округ.